# The Moulton Bicycle Company

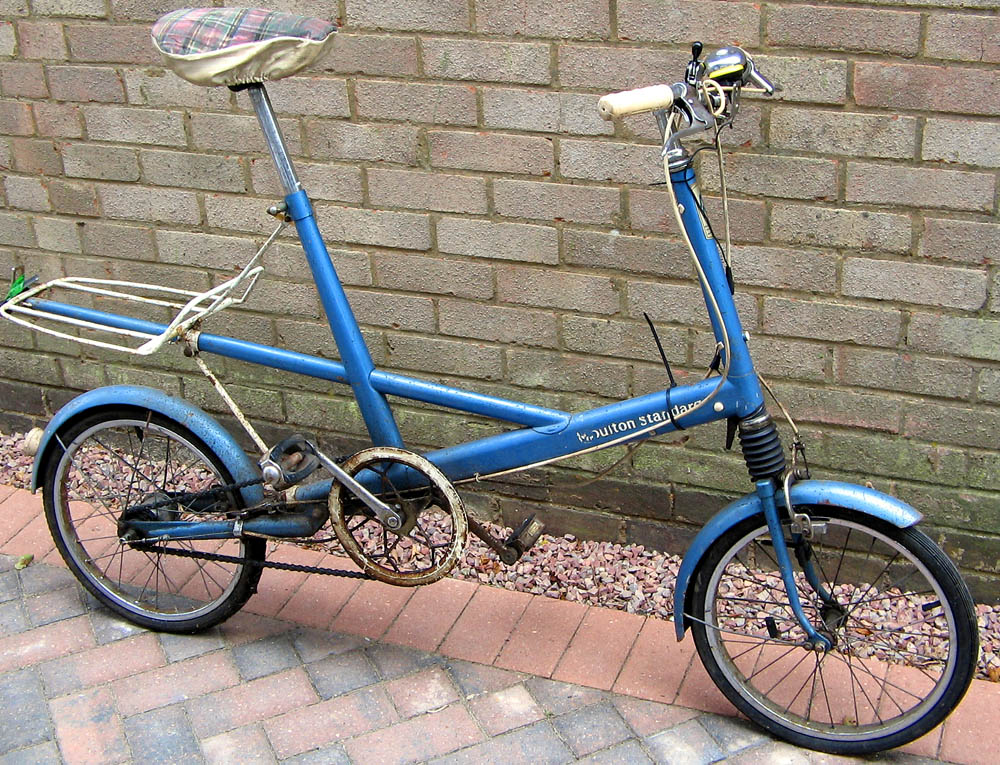
Moulton Standard M1 uit 1965/66

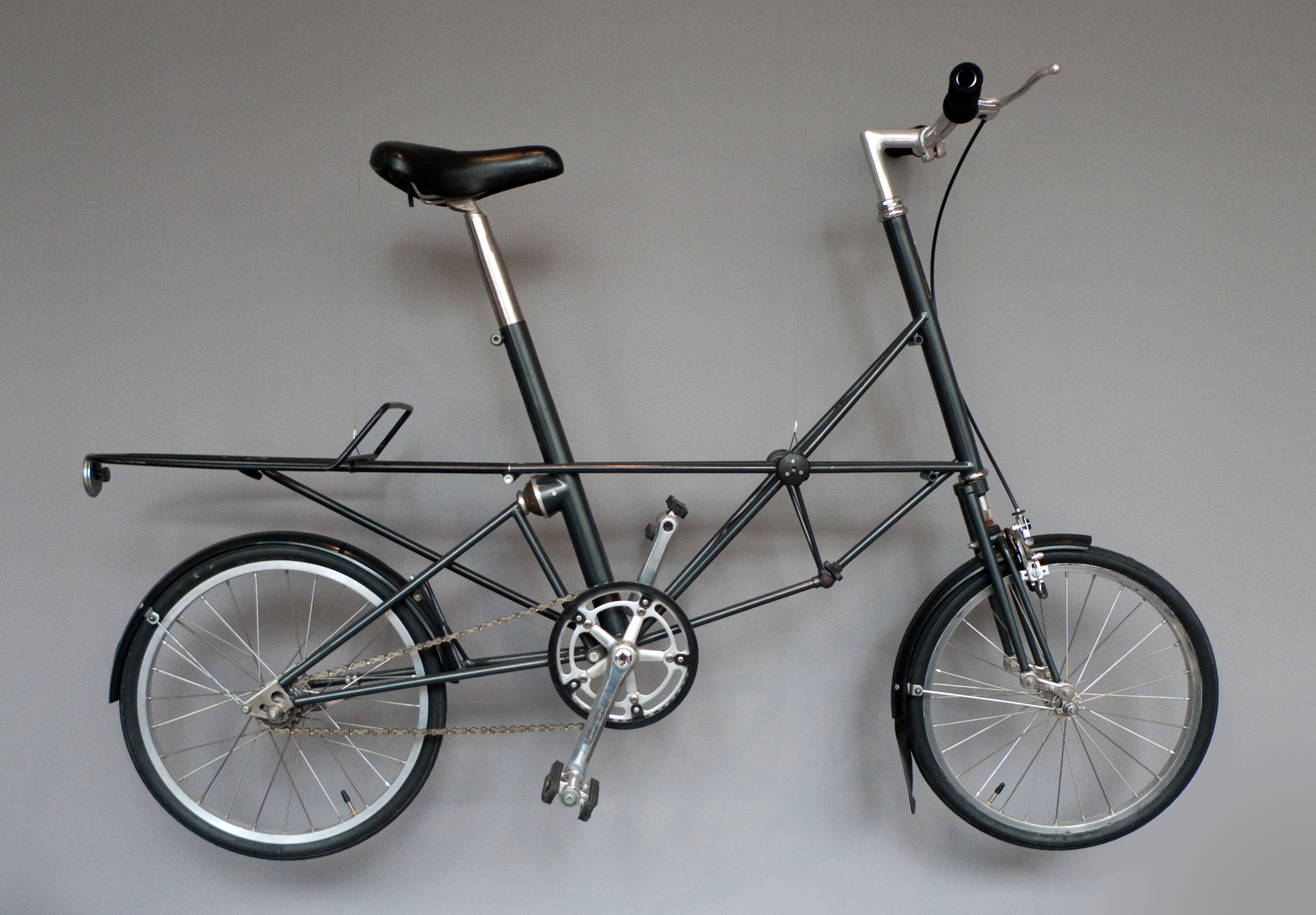
Spaceframemodel uit 2010

The Moulton Bicycle Company is een Britse onderneming die fietsen produceert.
Het bedrijf is opgericht door de Britse ingenieur en uitvinder Alex Moulton. Zijn eerste fiets verscheen in 1962 op de markt. Moultons ontwerpen waren destijds revolutionair: (vouw)fietsen met een uniseks instapframe, kleine wielen met hogedrukbanden, en voor- en achtervering. In 1967 werd het bedrijf overgenomen door de Britse tweewielerfabrikant Raleigh. Zeven jaar later werd dit weer ongedaan gemaakt wegens tegenvallende verkoopcijfers.
Vandaag de dag produceert het bedrijf fietsen in diverse uitvoeringen vanuit de Engelse plaats Bradford on Avon.